# Apía
Apía è un comune della Colombia facente parte del dipartimento di Risaralda.
L'area era popolata dagli indios Apías fin dall'epoca precolombiana, ma l'attuale abitato venne fondato dalla famiglia di José María Marín nel 1870. L'istituzione del comune è dell'8 settembre 1892.